# Ironia
L'ironia (dal greco εἰρωνεία eirōneía, «dissimulazione») consiste nell'affermare il contrario di ciò che si pensa con lo scopo di ridicolizzare o sottolineare concetti per provocare una risata. L'ironia implica una critica, ma si differenzia nettamente dal sarcasmo, che implica anche disprezzo. Si possono definire tre accezioni di tema, di una struttura discorsiva e di una figura retorica. È sempre una "etero-ironia", generalmente contingente e situazionale, per cui si ironizza su qualcosa o su qualcuno nel momento in cui se ne parla.
1. L'ironia psicologica, che implica un tipo di indagine sul comportamento umano, per la quale si fa riferimento a Sigmund Freud, il primo che ne ha fatto oggetto di studio sistematico. È già in parte "auto-ironia", nel senso che i fenomeni di cui si occupa e i problemi che pone riguardano la mente umana in generale e quindi anche la psicoanalisi.
2. L'ironia filosofica, che concerne il rapporto dell'uomo con la realtà extra-umana. È spesso "auto-ironia" perché il soggetto ironizzante è anche direttamente l'oggetto dell'ironia che fa. L'ironia filosofica si articola in indirizzi molto differenti, perché i suoi quattro principali tipi identificabili (socratica, illuministica, romantica, esistenziale) sono totalmente differenti l'uno dall'altro.

In letteratura, l'ironia è una figura retorica in cui vi è una incongruità, una discordanza oppure una involontaria connessione con il vero, che va al di là del semplice ed evidente significato della parola.
L'ironia verbale e situazionale viene spesso usata intenzionalmente per enfatizzare l'affermazione di una verità. La forma ironica della similitudine, del sarcasmo o della litote può includere l'enfasi di un significato mediante l'uso deliberato di una locuzione che afferma l'esatto opposto della verità o che drasticamente sminuisce una connessione di fatto.

## Ironia sociale
Il modo di ironizzare tipico dello stare in società o in gruppo sta nel rapporto di un soggetto che ironizza con degli ascoltatori o degli interlocutori, per cui il significato, il valore e l'efficacia dell'ironia sono in funzione del contesto in cui la si fa e dell'argomento che viene considerato.

## Ironia psicologica
Per questo tipo di ironia è ineludibile il riferimento a Freud, che ne ha fatto oggetto di studio profondo, analizzando i modi e le circostanze in cui un soggetto diventa comico o può esser visto come tale. In questo caso l'analisi, in quanto scientifica, ha il fine non di indurre al riso, ma di sensibilizzare ai problemi connessi alla psiche e alle sue normalità e anormalità.

## Ironia filosofica
In senso freudiano l'ironia consiste nell'esprimere idee che violano la censura dei tabù. In alcuni casi consiste nel far intendere una cosa mediante una frase di senso opposto. Alcuni semplici esempi:
- "Che bell'auto!" di fronte a un catorcio
- "Hai avuto proprio un'idea geniale!" se una decisione ha avuto effetti disastrosi.

In effetti Freud ha dato al suo concetto di ironia uno spessore ben maggiore, che l'avvicina a quella filosofica.
Numerosissimi sono gli utilizzi a cui questa figura retorica e le sue derivazioni si prestano nel mondo della comicità e ancor più specificatamente nella satira.
Il termine viene inoltre generalmente associato al sarcasmo e usato comunemente con significati affini se non proprio sinonimi. In realtà i due termini si differenziano molto tra loro.
A questi significati di ironia, in cui prevale l'elemento psicologico, si affiancano quelli filosofici, che sono completamente differenti e semmai più vicini all'auto-ironia. Ma anche l'autoironia non è sempre la stessa. L'ironia di Socrate è un'autoironia finta: si finge ignorante per mettere poi in difficoltà il dialogante; invece Diderot, ne Il nipote di Rameau, nel confrontarsi con l'ignorante opportunista senza scrupoli è realmente autoironico. Se questi due casi sono gli estremi di un'ironia filosofica, astuta in Socrate e sofferta in Diderot, tra essi vi è una gamma molto vasta di atteggiamenti ironici filosofici, che si caratterizzano sempre per una messa in discussione di ciò che si è o si può essere. Da un lato l'ironia come strumento e dall'altro come risultato di una sofferenza esistenziale.

### Ironia socratica

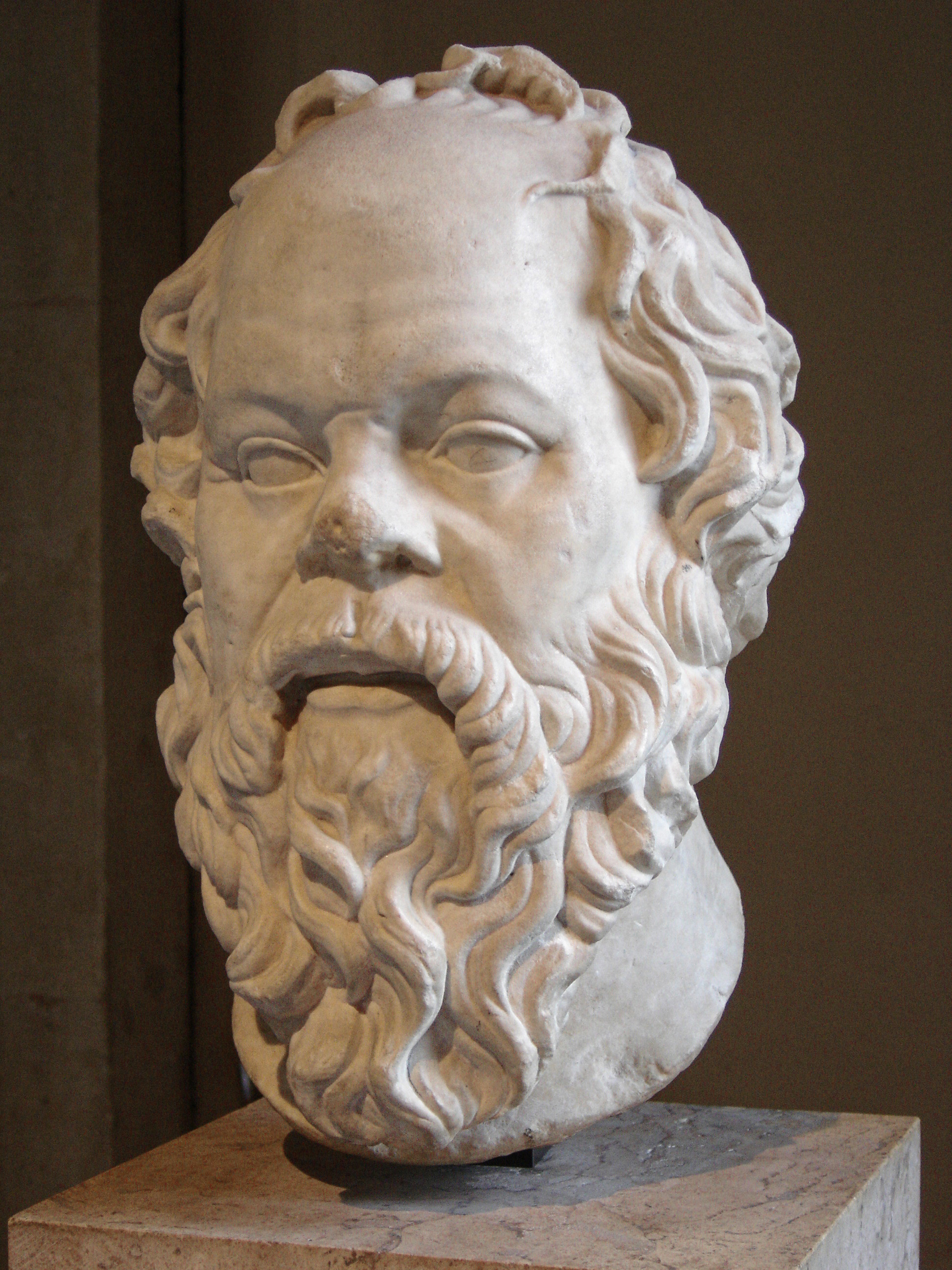
Una rappresentazione del filosofo greco Socrate

L'ironia socratica consiste storicamente nella pretesa del filosofo Socrate di mostrarsi ignorante in merito a ogni questione da affrontare, fatto che costringe l'interlocutore a giustificare fin nei minimi dettagli la propria posizione (il che lo conduce sovente a rilevarne l'infondatezza e il carattere di mera opinione). Ciò coerentemente con la maieutica, cioè il metodo socratico, che porta l'interlocutore a trovare da solo le risposte alle proprie domande piuttosto che affidarsi a un'autorità intellettuale in grado di offrire risposte preconfezionate.
La parola greca eirōneía si riferisce appunto a una tale dissimulazione, che Socrate eleva a metodo dialettico. Essa implica l'assunzione di una posizione scettica, un atteggiamento di rifiuto del dogma e di ogni convinzione che non basi la sua validità sulla ragione.

### Influenza culturale
Ne Il nome della rosa Umberto Eco affronta il tema dell'ironia definendola "figura di pensiero" che "si deve sempre usare facendola precedere dalla pronunciatio, che ne costituisce il segnale e la giustificazione".